# Referéndum de Quebec de 1980
El referéndum de Quebec de 1980 fue promovido por el gobierno de la provincia de Quebec para impulsar un proceso tendente a obtener la independencia respecto de Canadá. No se votaba a favor o en contra de la independencia, sino acerca de si se autorizaba o no al gobierno de la provincia a intentar negociar un acuerdo con el resto de Canadá por el que Quebec obtendría su plena soberanía manteniendo al mismo tiempo un acuerdo de asociación con el resto del Estado. La votación se celebró el 20 de mayo de 1980. El resultado fue claramente desfavorable a los partidarios de la independencia.

## Antecedentes
A principios de los años 1960 los francófonos de Quebec se sentían molestos y discriminados. No se les reconocía como una sociedad distinta, no participaban en los consejos de dirección de las grandes corporaciones en igual medida que los anglófonos, soportaban una burocracia mayoritariamente anglófona y estaban considerados como los «vecinos pobres» de los anglófonos. El desempleo de la provincia era muy superior al de Ontario y los ingresos per capita eran muy inferiores.
Se considera comúnmente que Canadá se convirtió en un Estado independiente en 1931 en virtud del Estatuto de Westminster. Sin embargo, la constitución de Canadá seguía siendo el Acta de la Norteamérica británica elaborada por los representantes de las colonias del Alto Canadá, Bajo Canadá, Nueva Brunswick y Nueva Escocia, y aprobada por el Parlamento Británico en 1867. La Ley tenía un carácter cuasifederal y hacía un reparto de competencias entre el poder central canadiense y las provincias. Su interpretación correspondía inicialmente al Comité judiciario del Consejo Privado de la Corona hasta 1949, año en que la Corte Suprema de Canadá pasó a ser el último intérprete. Este le dio una interpretación más legalista, que resultó ser menos federalista que la del Comité. Las provincias también tenían competencias en materia de administración de justicia, pero los jueces —tanto federales como provinciales— eran nombrados por el gobierno federal.

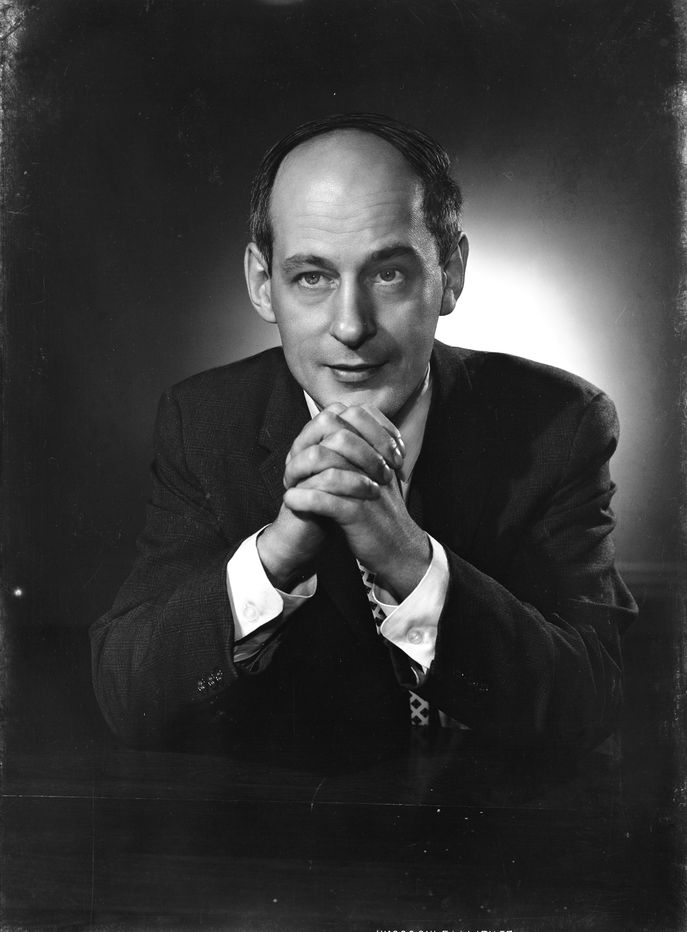
René Lévesque fundó el Partido Quebequés con la intención de obtener la independencia de Quebec.

La década de 1960 fue un período de profundas transformaciones en la provincia de Quebec. Tras años de gobierno de la conservadora Unión Nacional, el opositor Partido Liberal de Quebec (PLQ) liderado por Jean Lesage ganó las elecciones de 1960 con un programa modernizador. Intentó mejorar la industria, aumentar la autonomía de la provincia, y modernizar las instituciones gubernamentales, el sistema educativo y los servicios sociales. El proceso transformador es conocido como la «Revolución tranquila», y continuó a pesar de la vuelta al poder de la Unión Nacional en las elecciones de 1966 con gobiernos de Daniel Johnson y Jean-Jacques Bertrand. El resultado fue una auténtica revolución cultural en la que la Iglesia católica perdió influencia. Como en otras partes del mundo, los jóvenes se autoafirmaron, surgieron nuevos estilos musicales, hubo profundos cambios morales y una revolución sexual. El gobierno combinó el nacionalismo con el intervencionismo para superar la falta de competitividad de la industria local bajo el eslogan «Maestros en nuestra casa». Hubo un incremento del nivel de vida y un crecimiento de las clases medias. Los quebequeses sintieron que estaban marginados políticamente y discriminados con respecto a los canadienses anglófonos. Todo ello tuvo como consecuencia un renacimiento del sentimiento quebequés que derivó en el surgimiento de un nuevo nacionalismo. El Partido Liberal de Quebec se separó del Partido Liberal de Canadá (PLC) en 1964 y pasó a ser un partido independiente. Los francófonos quebequeses pasaron de verse como una minoría en Canadá a sentirse como una mayoría en la provincia. Gracias a decisiones como la nacionalización de la energía eléctrica y la creación de las cajas de ahorros populares —que proporcionaron los recursos necesarios— la provincia pasó de ser una sociedad eminentemente agrícola a ser uno de los territorios más desarrollados del mundo. A pesar de todo, todavía en 1970 se daba la situación de que los francófonos bilingües de Montreal cobraban más que los francófonos monolingües pero menos que los anglófonos monolingües.
Hubo un primer intento de «repatriación» o reforma de la Constitución por parte de Canadá en 1960, pero fracasó por la falta de entendimiento entre los quebequeses y el resto del país. Los francófonos de Quebec entendían que Canadá era producto de un pacto entre dos pueblos fundadores —francófono y anglófono— y que el primero había sido progresivamente marginado. Ello a pesar de que el Acta de la Norteamérica británica había sido en realidad fruto del acuerdo de cuatro partes. Un segundo intento durante la década de 1960, basado en la Fórmula Fulton-Favreau, también fracasó por la oposición del Gobierno de Quebec, de nuevo en manos de la Unión Nacional.
En 1968 René Lévesque abandonó el Partido Liberal de Quebec. El 13 de octubre de 1968 se fundó el Partido Quebequés (PQ) mediante la fusión del Movimiento de Soberanía-Asociación creado poco antes por Lévesque con la Reunión Nacional de Gilles Grégoire. Aunque fue derrotado por el PLQ en las elecciones provinciales de 1970 y 1973, el PQ presentó su propuesta política de étapisme, consistente en un gradual proceso de aproximación a la independencia de Quebec mediante una asociación económica con el resto de Canadá realizada desde una postura soberana. Finalmente, el partido obtuvo la victoria en las elecciones provinciales de 1976 con el 41% de los votos y Lévesque se convirtió en primer ministro, derrotando a los liberales de Robert Bourassa, víctimas de una serie de escándalos. El nuevo gobierno introdujo cambios importantes, como hacer del francés la única lengua oficial de Quebec, pero introdujo también una propuesta separatista.
Por otro lado, el liberal Pierre Elliot Trudeau fue elegido primer ministro de Canadá en 1968 e intentó una reforma constitucional que atendía algunas de las reivindicaciones quebequesas. Sin embargo, su federalismo rechazaba cualquier planteamiento basado en planteamientos étnicos y se basaba en la introducción de una declaración de derechos y libertades individuales. El tercer intento de repatriación de la Constitución fue la Carta de Victoria de 1971. Aunque recibió un amplio apoyo en casi todas las provincias, en Quebec el rechazo fue unánime por parte de todas las fuerzas políticas, lo que supuso su fracaso. Como respuesta al planteamiento de los independentistas, Trudeau creó la CUIO, un organismo de comunicación diseñado para proporcionar a los quebequeses el punto de vista federalista.

## El referéndum
El Partido Quebequés quería celebrar un referéndum para aprobar su proyecto, pero no se podía dar por sentado que el gobierno provincial fuera competente para convocar una consulta de este tipo. La Constitución canadiense no contemplaba expresamente esa herramienta de democracia directa. Sin embargo, sí existían precedentes de consultas anteriores: en 1899 se celebró en Canadá un referéndum sobre la ley seca, en 1919 hubo un referéndum sobre la misma cuestión en la provincia de Quebec y en 1942 se había celebrado otro a nivel nacional sobre el servicio militar. La consulta provincial de 1919 se había realizado amparada en una ley especial aprobada al efecto. Además, a principios de siglo las provincias de Saskatchewan, Manitoba y Alberta aprobaron leyes para regular los referendos. Por último, eran varias las provincias que supeditaban las reformas de sus constituciones a la celebración de una consulta de este tipo. De manera que la Asamblea Nacional de Quebec aprobó el 23 de junio de 1978 la Ley del Referéndum para dar cobertura a la votación.
El gobierno federal no se opuso a que Quebec tuviera capacidad para organizar un referéndum, pero sí a las limitaciones que la ley provincial le imponía para intervenir en la campaña. El Consejo del Referéndum y el Tribunal Superior de Quebec fallaron a favor del gobierno canadiense, que pudo así intervenir libremente en el debate sin tener en cuenta las restricciones legales impuestas por la provincia. De esta forma la provincia podía convocar un referéndum sin la autorización del gobierno de Otawa, pero este podía actuar como estimase conveniente sin verse constreñido por la legislación de Quebec.

## Definición de posturas

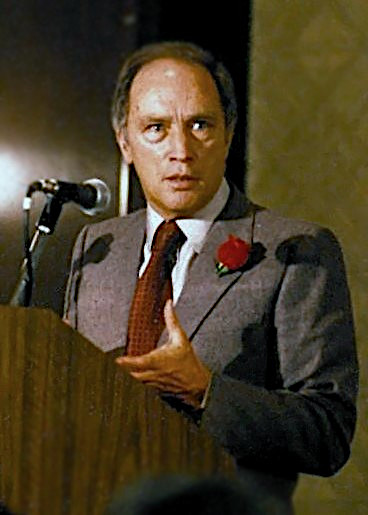
El primer ministro Pierre Trudeau fue el principal adversario del independentismo.

En 1977 se aprobó una ley federal sobre referéndum que establecía que el resultado de la consulta que se celebrara en Quebec conforme a su legislación provincial no podía vincular al gobierno canadiense. Esto abrió un largo período de incertidumbre respecto a la pregunta que plantearía el gobierno de Lévesque y qué consecuencias tendría un posible voto afirmativo. Esta incertidumbre llevó a muchos quebequeses a temer lo que percibían como un posible salto al vacío.
Ante la victoria del independentismo en Quebec, el gobierno federal presidido por Trudeau creó el Grupo de trabajo sobre la unidad canadiense (Task Force on Canadian Unity), o Comisión Pépin-Robarts. Este organismo tenía como finalidad celebrar reuniones públicas para conocer las opiniones de personas físicas y asociaciones respecto a la unidad de Canadá y asesorar al gobierno al respecto. La Comisión pretendía no tener carácter partidista y contribuyó a difundir varios informes, como «Llegar a un acuerdo» o «Un tiempo para hablar». El 25 de enero de 1979 difundió el documento titulado «Un futuro juntos», que proponía el mantenimiento de la dualidad canadiense y alcanzar un nuevo acuerdo con Quebec que reconociera sus señas distintivas. Finalmente, la Comisión propuso una revisión del federalismo que recibió gran apoyo en Quebec aunque fue archivada por Trudeau.
Además, Trudeau convirtió al inglés y el francés en lenguas oficiales de Canadá y promovió el uso del francés en la administración federal. Lo que sí presentó el primer ministro fue el documento «Un tiempo para la acción», que proponía una reforma constitucional en dos fases: la primera reformularía las instituciones federales e introduciría una carta de derechos; durante la segunda se discutiría la división de poderes y un sistema de enmienda constitucional.
Por su parte, Lévesque intentó moderar el componente más nacionalista del PQ y en junio de 1979 presentó oficialmente su propuesta constitucional: «Quebec - Canadá: Un nuevo trato. La propuesta del Gobierno de Quebec para una nueva asociación entre iguales: la soberanía-asociación». El texto recopilaba una relación de maneras en que los francófonos quebequeses habían sido supuestamente discriminados por la mayoría anglófona canadiense y llamaba a que Quebec hiciera una elección. Contrariamente a la postura de su compañero Jacques Parizeau, partidario de una independencia rápida, Lévesque consideró que la soberanía-asociación requería de negociaciones con el gobierno canadiense y, por tanto, el referéndum debía habilitar al gobierno de Quebec para entablar tales negociaciones. La independencia quedaría para un segundo referéndum en el que los votantes inicialmente indecisos ya se habrían decantado por el «Sí». La idea era negociar una unión aduanera, un mercado común y una unión monetaria con el resto de Canadá. Se armonizarían las políticas fiscales y se crearía una institución común paritaria encargada de gestionar Defensa y Asuntos exteriores. El proyecto de Lévesque contemplaba también cooperación en materias de comercio internacional, servicio postal, navegación y otros asuntos. En la práctica, esto debilitó la propuesta independentista, pues un resultado afirmativo en la consulta implicaba la realización de negociaciones entre el gobierno de Quebec y el federal, negociaciones que podían no llegar a buen fin.

## La campaña
El 20 de diciembre de 1979 Lévesque anunció la pregunta que se iba a formular. Esta se podría traducir al español de la siguiente manera:

El Gobierno de Quebec ha anunciado su propuesta de llegar a un nuevo acuerdo con el resto de Canadá basado en el principio de la igualdad de los pueblos. Este acuerdo le permitiría a Quebec adquirir el poder exclusivo para aprobar sus leyes, recaudar sus impuestos y establecer sus relaciones externas, lo que es la soberanía, y, al mismo tiempo, mantener con Canadá una asociación económica que comprenda el uso de la misma moneda. No se realizará ningún cambio en el estado político resultante de estas negociaciones sin el consentimiento del pueblo en otro referéndum. Por lo tanto, ¿le da al gobierno de Quebec el mandato de negociar el acuerdo propuesto entre Quebec y Canadá?

La asociación económica era una especie de colchón tendido por Lévesque para evitar el miedo a un desenlace ruinoso para la economía quebequesa. Sin embargo, se podía interpretar como la ratificación de una de las objeciones puestas por los federalistas: que el atraso de Quebec le perjudicaría al navegar en solitario.
El Partido Quebequés se pronunció por el «Sí» mientras que el Partido Liberal de Quebec de Claude Ryan y el Partido Liberal de Canadá de Pierre Elliot Trudeau se pronunciaron por el «No». Trudeau se convirtió en el principal bastión de los federalistas tras derrotar en las elecciones de 1980 a los conservadores de Joe Clark. Su bilingüismo y popularidad le convirtieron en un formidable adversario. Trudeau cuestionó la viabilidad de un Estado quebequés independiente y ofreció una reforma constitucional a cambio del «No».
Los partidarios del «No» aseguraron que la independencia costaría 200.000 puestos de trabajo, que exigiría aumentar los impuestos un 19% y que el nuevo Estado no sería capaz de pagar las pensiones. Los independentistas respondieron afirmando que similar aumento del desempleo se produciría en el resto de Canadá, pero era claro que las consecuencias no serían las mismas en la provincia francófona —ya de por sí con un elevado índice de desempleo— que en el resto de la nación. Además, los liberales de Trudeau acusaron al PQ de mantener una postura deliberadamente vaga, que escondía el verdadero propósito de proclamar la independencia. Y las provincias anglófonas se negaron a garantizar antes del referéndum que fueran a aceptar los acuerdos económicos propuestos por los independentistas.
Cuatro meses antes del referéndum, el Partido Liberal de Quebec presentó el documento «Una nueva federación canadiense», que hacía suyas las propuestas de la Comisión Pepin-Robarts. Sostenía que Quebec ocupaba una posición peculiar en América del Norte como única zona francófona, que la experiencia canadiense había sido positiva hasta entonces y que los quebequeses no querían separarse del resto de Canadá, sino conseguir un federalismo que aceptara sus reivindicaciones. En su búsqueda de un compromiso, el documento proponía afirmar la igualdad de los dos pueblos fundadores, conceder garantías a Quebec sin situar en posición de desigualdad a las restantes provincias, reconocer la primacía de los derechos y libertades individuales y transferir los poderes residuales a las provincias. Para ello proponía ratificar una nueva constitución. Los liberales quebequeses exigieron poder de veto para Quebec en asuntos como la lengua oficial, la carta de derechos y la división de poderes. Esto fortaleció la posición de Claude Ryan en el debate. Trudeau consideró favorablemente el texto, pero evitó entrar a debatir en detalle sus propuestas y mantuvo una postura ambigua.
El PQ también complementó la publicidad con documentos que informaban concienzudamente de los motivos de votar por el «Sí». Lévesque realizó una campaña calificada por sus enfervorizados partidarios como magistral. Sin embargo, el partido centró sus esfuerzos en la mayoría francófona e ignoró a las minorías —no solo anglófonos, sino también amerindios e inmigrantes que hablaban otras lenguas— que se sintieron tratados de forma hostil e incluso racista. La discusión fue cada vez más tensa. Un periodista informó de que muchas personas se negaban a hablar sobre la cuestión con un extraño y, los que lo hacían, exigían anonimato. Mencionó la existencia de amenazas de violencia por parte de los independentistas más jóvenes. Seis semanas antes del referéndum las encuestas pronosticaban tres puntos de ventaja del «Sí». Imperaba un considerable ambiente de enfrentamiento entre las dos posturas.
También parecía existir una clara diferencia entre hombres y mujeres, siendo estas más reacias a votar afirmativamente. El 9 de marzo, la ministra provincial Lisa Payette comparó despectivamente a las amas de casa partidarias del «No» con la caricatura de mujer sumisa conocida como «Yvette». El comentario ofendió a numerosas amas de casa, lo que redujo los apoyos del «Sí».
El 14 de mayo, Trudeau pronunció un vibrante discurso en la Arena Paul Sauvé de Montreal. En él prometía la modificación —«repatriación»— del Acta de la Norteamérica británica aprobada en su día por el Parlamento británico para tener una auténtica Constitución de Canadá que incluyera una declaración de derechos y libertades. Además se pronunció por un aumento de la ya importante descentralización del país.

## La votación
El 20 de mayo se celebró la votación con una participación del 84,3%, un porcentaje sin precedentes en Canadá. 1.478.200 personas votaron «Sí», lo que suponía un 40,5% del voto emitido; 2.171.913 ciudadanos votaron «No», un 59,56%. Se estima que la mitad de la población francófona votó negativamente. Por su parte, los anglófonos y los inmigrantes votaron masivamente por el «No».
El resultado fue una estrepitosa derrota de los independentistas. Su nacionalismo fue visto como etnocéntrico y cerrado, marginó a determinados votantes por su origen étnico, usó un tono excesivamente violento, infundió incertidumbre respecto a la economía y provocó el rechazo de las provincias anglófonas. Por el contrario, se considera generalmente que el gobierno federal utilizó razonablemente bien las agencias gubernamentales que había creado, proporcionando información clara y fiable, y ofreciendo una alternativa federalista aceptable para muchos quebequeses francófonos.

## Consecuencias
El Partido Quebequés no desistió de su lucha por la independencia. A los pocos días de su derrota, ya decía que la soberanía seguía siendo su opción y que se impondría en un futuro. Por otra parte, a pesar de la derrota en el referéndum, consiguió una nueva victoria en las elecciones a la Asamblea Nacional de Quebec de 1981. El nuevo gobierno provincial firmó un pacto con otras ocho provincias en el que renunciaba a dos importantes reivindicaciones: la exigencia de derecho de veto y la oposición a una repatriación constitucional sin previa modificación competencial.
En 1982 se modificó la Constitución, que incluyó una carta de derechos y libertades. Pero la reforma acarreó una mayor centralización federal y la imposibilidad para las provincias de vetar la Carta, lo que fue percibido como un engaño por muchos quebequeses. El 17 de abril, la reina Isabel II firmó en Otawa la nueva Constitución de Canadá. La Asamblea Nacional de Quebec la rechazó por 70 votos contra 38, lo que no impidió que entrara en vigor. Los motivos de la oposición eran la falta de un reconocimiento de la especificidad quebequesa y de la igualdad de los dos pueblos fundadores; el derecho a la educación en la lengua minoritaria, que limitaba la política provincial en la materia y la ausencia de compensación financiera en todos los casos de enmienda.